# Thor Möger Pedersen
Thor Möger Pedersen (ur. 31 stycznia 1985 w Valby w Kopenhadze) – duński polityk, w latach 2011–2012 minister ds. podatków.

## Życiorys
Ukończył Frederiksborg Gymnasium, a w 2005 podjął studia z zakresu nauk politycznych na Uniwersytecie Kopenhaskim. Od 2004 do 2005 kierował Danske Gymnasieelevers Sammenslutning, jedną z organizacji uczniowskich. Działał w Socjalistycznej Partii Ludowej, będąc jej etatowym pracownikiem od 2005. Kierował sekretariatem jej organizacji młodzieżowej, pełnił funkcję koordynatora kampanii wyborczych i doradcy strategicznego. W latach 2010–2011 był wiceprzewodniczącym socjalistów.
W październiku 2011 objął urząd ministra ds. podatków w rządzie Helle Thorning-Schmidt, który sprawował do października 2012. Odszedł z rządu na żądanie nowej liderki socjalistów Annette Vilhelmsen. W 2013 przystąpił do Socialdemokraterne, a w 2014 został zatrudniony w strukturach tego ugrupowania.